# It's My Life (Bon Jovi-låt)
It's My Life  är en sång skriven av Jon Bon Jovi, Richie Sambora, och Max Martin, samt inspelad av Bon Jovi på albumet Crush år 2000. Den toppade listorna i många länder, men nådde bara placeringen #33 på Billboardlistorna i USA.
Låten har setts över 900 000 000 gånger på Youtube.

## Låtlistor och versioner
Större formatsläpp för "It's My Life":
| CD-singel Tyskland, (562754) (Släppt: 23 maj 2000) 1. "It's My Life" (Huvudversion) — 3:46 2. "Hush" (Demoversion) — 3:48 3. "You Can't Lose at Love" (Demoversion) — 4:44 4. "Someday I'll Be Saturday Night" (Enhanced Video Clip) Inspelad live i Sanctuary II, New Jersey Web Concert den 10 februari 2000. Regisserad av Tony Bongiovi. CD-singel, Storbritannien 1 (562752) (Släppt: 2000) 1. "It's My Life" (Huvudversion) — 3:46 2. "Hush" (Demoversion) — 3:48 3. "You Can't Lose at Love" (Demoversion) — 4:44 Includes Poster. CD-singel, Australien (562756) (Släppt: 23 maj 2000) 1. "It's My Life" (Huvudversion) — 3:46 2. "Hush" (Demoversion) — 3:48 3. "You Can't Lose at Love" (Demoversion) — 4:44 4. "I Don't Want to Live Forever" (Demoversion) — 4:27 5. "Someday I'll Be Saturday Night" (Enhanced Video Clip) Inspelad live i Sanctuary II, New Jersey Web Concert den 10 februari 2000. Regisserad av Tony Bongiovi. | CD-singel, Tyskland 2 (562755) (Släppt: 23 maj 2000) 1. "It's My Life" (Dave Bascombe Mix) — 3:44 2. "Temptation" (Demoversion) — 3:48 3. "I Don't Want to Live Forever" (Demoversion) — 4:27 4. "Livin' on a Prayer" (Enhanced Video Clip) Inspelad live i Sanctuary II, New Jersey Web Concert den 10 februari 2000. CD-singel, Storbritannien 2 (562768) (Släppt: 2000) 1. "It's My Life" (Dave Bascombe Mix) — 3:44 2. "Temptation" (Demoversion) — 3:48 3. "I Don't Want to Live Forever" (Demoversion) — 4:27 4. "It's My Life" (Enhanced Video Clip) CD-singel, Nederländerna (9815274) (Släppt: 26 januari 2004) 1. "It's My Life" (Akustisk version) — 3:41 2. "Wanted Dead or Alive" (Demoversion) — 3:42 3. "Joey" (Live version) — 5:03 Inspelad live den 19 januari 2003 i Yokohama Arena, Japan. 4. "Wanted Dead or Alive" (Enhanced Video Clip) |

## Priser och utmärkelser
Vann:
- "Årets video" av VH-1 My Music Awards"
- Låten har valts som en av årets bästa av "ASCAP Pop Music Awards"

Nominerad:
- "Bästa rockframförande av duo eller grupp med sång" på Grammy Awards
- "Bästa rocklåt" på Grammy Awards

## Listplaceringar och certifikat
| Vecka (2000)                            | Peak position |
| --------------------------------------- | ------------- |
| Australiska ARIA-singellistan           | 5             |
| Österrikiska -singellistan              | 1             |
| Belgiska singellistan för Flandern      | 1             |
| Belgiska singellistan för Vallonien     | 6             |
| Kanadensiska singellistan               | 17            |
| Nederländska singellistan               | 1             |
| European Hot 100 Singles                | 1             |
| Finländska singellistan                 | 6             |
| Franska singellistan                    | 14            |
| Tyska singellistan                      | 2             |
| Irländska singellistan                  | 5             |
| Italienska FIMI-singellistan            | 1             |
| Norska singellistan                     | 3             |
| Svenska singellistan                    | 2             |
| Schweiziska singellistan                | 1             |
| Brittiska singellistan                  | 3             |
| Amerikanska Billboard Hot 100           | 33            |
| Amerikanska Billboard Mainstream Top 40 | 14            |
| Amerikanska Billboard Adult Top 40      | 11            |

| Land                | Topplacering | Veckor på listan |
| ------------------- | ------------ | ---------------- |
| Australien          | 24           | 16               |
| Österrike           | 2            | 34               |
| Belgien (Flandern)  | 8            | 21               |
| Belgien (Vallonien) | 19           | 19               |
| Frankrike           | 29           | 38               |
| Tyskland            | 5            | 31               |
| Sverige             | 5            | 21               |
| Schweiz             | 3            | 33               |

| Land          | Certifikat | Försäljningar/Leveranser |
| ------------- | ---------- | ------------------------ |
| Australien    | Platina    | 70 000                   |
| Österrike     | Platina    | 30 000                   |
| Frankrike     | Guld       | 125 000                  |
| Tyskland      | Platina    | 500 000                  |
| Nederländerna | Guld       | 40 000                   |
| Sverige       | Platina    | 20 000                   |
| Schweiz       | Platina    | 50 000                   |

### Fotnoter
1. 1 2 3 4 5 6 7 8  Hit Parade (25 februari 2000). ”International charts”. http://hitparade.ch/showitem.asp?key=4271&cat=s. Läst 26 januari 2009.
2. 1 2 3 4  Billboard magazine (25 februari 2000). ”Billboard charts”. All Music Guide. http://www.allmusic.com/artist/bon-jovi-p3734. Läst 26 januari 2009.
3. ↑  Sexton, Paul (10 juli 2000). ”Corrs Bump Eminem From Top Of U.K. Chart”. Billboard magazine. Arkiverad från originalet den 19 juli 2012. https://archive.is/20120719191647/http://www.billboard.com/bbcom/search/google/article_display.jsp?vnu_content_id=875258#/bbcom/search/google/article_display.jsp?vnu_content_id=875258. Läst 26 januari 2009.
4. 1 2  Universität Würzburg (25 februari 2000). ”German Annual Chart”. ki.informatik.uni-wuerzburg.de. Arkiverad från originalet den 30 november 2015. https://web.archive.org/web/20151130002727/http://ki.informatik.uni-wuerzburg.de/~topsi/deu2000/deu_2000t.html. Läst 26 januari 2009.
5. ↑  Irish Music Recording Association (25 maj 2000). ”Irish Singles Chart (searchable database)”. irishcharts.ie. http://www.irishcharts.ie/search/placement. Läst 26 januari 2009.
6. 1 2  Mariah-Charts (25 februari 2000). ”Weekly Charts”. http://www.mariah-charts.com/chartdata/PBonJovi.htm. Läst 10 januari 2009.
7. ↑  ”Australian year-end chart”. ARIA. 2000. http://www.aria.com.au/pages/aria-charts-end-of-year-charts-top-100-singles-2000.htm. Läst 26 januari 2009.
8. ↑  Austrian Charts (25 februari 2000). ”Austrian Annual Chart”. Arkiverad från originalet den 22 maj 2011. https://web.archive.org/web/20110522140605/http://www.austriancharts.at/2000_single.asp. Läst 26 januari 2009.
9. ↑  Ultra Top (25 februari 2000). ”Flemish Annual Chart”. http://www.ultratop.be/nl/annual.asp?year=2000. Läst 26 januari 2009.
10. ↑  Ultra Top (25 februari 2000). ”Walloon Annual Chart”. http://www.ultratop.be/fr/annual.asp?year=2000. Läst 26 januari 2009.
11. ↑  Syndicat national de l'édition phonographique (25 februari 2000). ”French Annual Chart”. Disque En France. Arkiverad från originalet den 4 mars 2009. https://web.archive.org/web/20090304180249/http://www.disqueenfrance.com/fr/monopage.xml?id=259376&year=2000&type=2. Läst 26 januari 2009.
12. 1 2  Sverigetopplistan (25 februari 2000). ”Swedish charts”. http://www.sverigetopplistan.se/. Läst 26 januari 2009.
13. ↑  Hit Parade (25 februari 2000). ”Swiss Annual Chart”. Arkiverad från originalet den 13 juni 2011. https://web.archive.org/web/20110613193504/http://swisscharts.com/year.asp?key=2000. Läst 26 januari 2009.
14. ↑  Austrian Recording Industry Association (25 februari 2000). ”Australian Certification”. http://www.aria.com.au/pages/aria-charts-accreditations-singles-2000.htm. Läst 26 januari 2009.
15. ↑  Australian Recording Industry Association. ”Criteria”. http://www.aria.com.au/pages/aria-charts-accreditations.htm. Läst 26 januari 2009.
16. ↑  International Federation of the Phonographic Industry — Austria (2 augusti 2000). ”Austrian Certification (searchable database)”. ifpi.at. https://ifpi.at/auszeichnungen/. Läst 26 januari 2009.
17. 1 2 3  Recording Industry Association of Japan (25 februari 2005). ”Standard for Certifying Awards of Countries” (PDF). riaj.or.jp. http://www.riaj.or.jp/e/issue/pdf/RIAJ2005E.pdf. Läst 26 januari 2009.
18. 1 2  Syndicat national de l'édition phonographique (25 februari 2000). ”French Certification”. Charts In France. Arkiverad från originalet den 11 augusti 2017. https://web.archive.org/web/20170811062320/http://www.snepmusique.com/les-disques-dor/?awards_cat=64&awards_awd=0&awards_year=2001&awards_artist=&awards_title=&awards_edit_distrib=&awards_sort=date_certif-desc&awards_nb=100&submitAdvanced=Rechercher. Läst 26 januari 2009.
19. ↑  International Federation of the Phonographic Industry — Germany (25 februari 2000). ”German Certification”. Musik Industrie. http://www.musikindustrie.de/gold_platin_datenbank/?action=1&strSuche=It%27s+My+Life. Läst 26 januari 2009.
20. ↑  International Federation of the Phonographic Industry (25 februari 2000). ”Criteria” (PDF). musikindustrie.de. Arkiverad från originalet den 12 mars 2012. https://www.webcitation.org/666WI09sd?url=http://www.musikindustrie.de/404.html. Läst 26 januari 2009.
21. ↑  NVPI (25 februari 2000). ”Dutch Certification (searchable database)”. Arkiverad från originalet den 23 augusti 2018. https://web.archive.org/web/20180823060828/https://nvpi.nl/nvpi-audio/marktinformatie/goud-platina/. Läst 26 januari 2009.
22. 1 2  Hit Parade (25 februari 2000). ”Swiss Certification”. Arkiverad från originalet den 10 oktober 2010. https://web.archive.org/web/20101010224048/http://hitparade.ch/awards.asp?year=2000. Läst 26 januari 2009.